# Brief Authority
Brief Authority è un cortometraggio muto del 1914 diretto da Warwick Buckland.

## Trama
Un fattore e sua figlia sono salvati dallo sfratto dal nuovo signore locale che si finge un pescatore.

## Produzione
Il film fu prodotto dalla Hepworth.

## Distribuzione
Distribuito dalla Hepworth, il film - un cortometraggio in una bobina - uscì nelle sale cinematografiche britanniche nel gennaio 1914.
Si conoscono pochi dati del film che, prodotto dalla Hepworth, fu distrutto nel 1924 dallo stesso produttore, Cecil M. Hepworth. Fallito, in gravissime difficoltà finanziarie, il produttore pensò in questo modo di poter almeno recuperare il nitrato d'argento della pellicola.